# Serranus novemcinctus
Serranus novemcinctus är en fiskart som beskrevs av Kner, 1864. Serranus novemcinctus ingår i släktet Serranus och familjen havsabborrfiskar. Inga underarter finns listade i Catalogue of Life.